# 泰宗寺
泰宗寺（たいそうじ）は、東京都豊島区にある曹洞宗の寺院。

## 概要
慶長年間（1596年～1615年）、鳥羽藩藩主九鬼守隆の開基である。元々は江戸茅場町に位置していたが、1633年（寛永10年）に下谷に移転し、1908年（明治41年）に現在地に移転した。

## 墓所
- 天愚孔平

江戸時代中後期より千社札を貼る風習を広めた奇人として知られる。

## 交通アクセス
- 駒込駅または巣鴨駅より徒歩10分。